# Staryj Krym
Staryj Krym (ukrainisch Старий Крим; russisch Старый Крым/Stary Krym, krimtatarisch Eski Qırım; Alte Krim; lateinisch Cremum) ist eine Stadt in der Autonomen Republik Krim. Sie liegt etwa 15 Kilometer westlich von Feodossija und 78 Kilometer östlich von Simferopol im Landesinneren der Halbinsel.

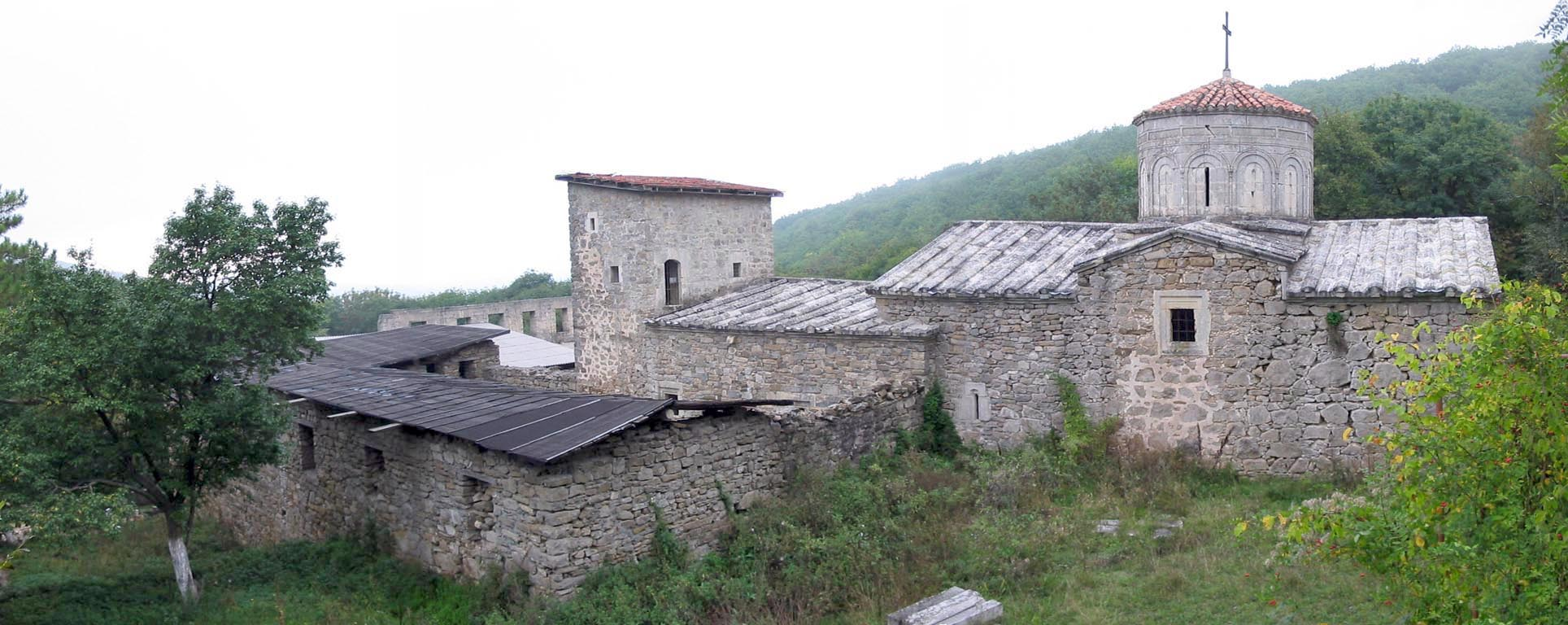
Kloster Surb-Khach in Staryi Krym

Heute ist der Ort mit einem Bevölkerungsanteil von 40 %  Krimtataren vor allem für sein Herzsanatorium bekannt. Die älteste Moschee der Halbinsel, die Moschee des Usbek Chan, errichtet 1314 unter der Herrschaft des Sultans Mohammed Öz Beg (Ösbek Chan), befindet sich hier.

## Geschichte
Der Ort, den einfallende Tataren im 13. Jahrhundert zur Hauptstadt des Krimkhanats machten, ist Namensgeber der Halbinsel Krim. Er verfiel nach der Verlegung der Hauptstadt nach Bachtschyssaraj und wurde erst nach der Annexion der Krim durch Russland 1783 neu belebt. In dieser Zeit bekam er den Namen Staryj Krym, um auf seine Bedeutung für die Halbinsel hinzuweisen. Im Russischen Kaiserreich gehörte Staryj Krym zum Gouvernement Taurien, das bis Oktober 1921 bestand.
1805 siedelten sich deutsche Siedler evangelischen Glaubens nahe der damals tatarischen Stadt an und gründeten eine Weinbauernsiedlung gleichen Namens.
Nach der Oktoberrevolution war sie Teil der ASSR der Krim innerhalb der Russischen SFSR.
Der russische Schriftsteller Alexander Grin verbrachte seine letzten Lebensjahre im Ort und starb hier im Jahre 1932.
Durch Beschluss des Obersten Sowjets der UdSSR aus Anlass des 300. Jahrestags des Vertrags von Perejaslaw wurde Staryj Krym zusammen mit der Oblast Krim am 26. April 1954 an die Ukrainische Sozialistische Sowjetrepublik angeschlossen. Von 1991 bis 2014 war Staryj Krym Teil der unabhängigen Ukraine.
Seit dem international nicht anerkannten Anschluss der Halbinsel Krim an Russland im März 2014 gehört Staryj Krym de facto zum Föderationssubjekt Südrussland der Russischen Föderation. De jure nach Angaben der administrativ-territorialen Teilung der Ukraine ist Staryj Krym Teil der Autonomen Republik Krim, die zu den durch Russland besetzten Gebieten gehört.

## Söhne und Töchter der Stadt
- Pjotr Galadschew (1900–1971), sowjetischer Szenenbildner und Schauspieler
- Tatjana Gagarina (1941–1991), russische Bildhauerin und Dichterin
- Leonid Tkatschenko (* 1953), Fußballspieler und -trainer